# Breviary of Love
Breviary of Love je čtvrté studiové album Hany Zagorové nahrané v Studio Supraphon. Album vyšlo roku 1979. Hudební aranžmá vytvořil Karel Vágner se svým orchestrem, Bezinky a Taneční orchestr Čs. rozhlasu. Album obsahuje anglické texty původních písní Hany Zagorové.

## Seznam skladeb
| Breviary of Love | Breviary of Love                                                                      | Breviary of Love |
| Pořadí           | Název                                                                                 | Délka            |
| ---------------- | ------------------------------------------------------------------------------------- | ---------------- |
| 1.               | Young love (Cesta ke štěstí) (Vítězslav Hádl, Joy Turner)                             | 03:10            |
| 2.               | I´ve a pal (Kamarád) (Zdeněk Barták, Joy Turner)                                      | 02:40            |
| 3.               | You drew portraits (Maluj zase obrázky) (Pavel Žák, Joy Turner)                       | 05:55            |
| 4.               | Someone who´s meant for me (Kluk na kterého můžu dát) (Seweryn Krajewski, Joy Turner) | 03:05            |
| 5.               | Life´s a magic stream (Řeka zázraků) (Petr Hapka, Joy Turner)                         | 03:15            |
| 6.               | My little wishing well (Studánko stříbrná) (Karel Svoboda, Joy Turner)                | 02:40            |
| 7.               | Rainbow fairy (Duhová víla) (Karel Vágner, Joy Turner)                                | 02:50            |
| 8.               | You´re just a memory (Jsi mrtvá sezóna) (Vítězslav Hádl, Joy Turner)                  | 04:15            |
| 9.               | Breviary of love (Breviář lásky) (Vladimír Čort, Joy Turner)                          | 03:15            |
| 10.              | He´s better now (Prý je mu líp) (Bohuslav Ondráček, Joy Turner)                       | 03:10            |
| 11.              | The show must go on (Já mám pár tónů) (Petr Hapka, Joy Turner)                        | 03:50            |
| Celková délka:   | Celková délka:                                                                        | 36:05            |